# セルゲイ・カタナンドフ
セルゲイ・レオニードヴィチ・カタナンドフ（ロシア語: Сергей Леонидович Катанандов, ラテン文字転写: Sergei Leonidovich Katanandov、カレリア語: Sergei Leonidovitš Katanandov、1955年 -　）は、カレリア共和国の政治家。同国元首（初代）。

## 経歴
1955年、カレロ＝フィン・ソビエト社会主義共和国の首都ペトロザヴォーツクに生まれる。ペトロザヴォーツクで土木工学や法学を学び、1990年にペトロザヴォーツク市長となる。1998年のカレリア共和国政府議長就任を経て、2002年5月に同国元首に選出された。2010年6月30日に任期を残し退任。
| 公職                        | 公職                                               | 公職                      |
| --------------------------- | -------------------------------------------------- | ------------------------- |
| 先代 （議長制から移行）     | カレリア共和国元首 初代：2002年 - 2010年           | 次代 アンドレイ・ネリドフ |
| 先代 ヴィクトル・ステパノフ | 第2代カレリア共和国政府議長 第2代：1998年 - 2002年 | 次代 （元首制へ移行）     |